# Nikolai Bagley
Nikolay Lvovich Bagley, (Kiev, 25 de fevereiro de 1937 - Kiev, 3 de março de 1991) foi um basquetebolista ucraniano que integrou a seleção soviética que conquistou a medalha de prata disputada nos XVIII Jogos Olímpicos de Verão realizados em Tóquio em 1964.